# Diaphorus laffooni
Diaphorus laffooni är en tvåvingeart som beskrevs av Robinson 1964. Diaphorus laffooni ingår i släktet Diaphorus och familjen styltflugor.
Artens utbredningsområde är Iowa. Inga underarter finns listade i Catalogue of Life.